# Сімон Біннендейк
Сімон Біннендейк (нід. Simon Binnendijk, 1821—1883) — голландський садівник і ботанік.

## Життя та робота
Він здобув ботанічну освіту під керівництвом Віллема Хендріка де Фріза (1806–1862) у Лейдені. З 1850 по 1869 рік він був помічником куратора в Ботанічному саду Буйтензорга в Голландській Ост-Індії. Під час перебування в Ост-Індії він брав участь у ботанічній експедиції на Молуккські острови.
Разом з Йоганнесом Еліасом Тейсманном (1808–1882) він був співавтором «Plantae novae in Horto Bogoriensi cultae» (1862) і «Catalogus plantarum quae in Horto botanico bogoriensi coluntur» (1866). Разом з Тейсманном він описав роди Capellenia, Eusideroxylon та Gonystylus, а також численні ботанічні види. Видовий епітет binnendijkii вшановує його ім'я, двома прикладами є Garcinia binnendijkii та Ficus binnendykii.